# Kortsluitspanning
Voor een transformator is de kortsluitspanning gedefinieerd als de spanning die op de primaire klemmen van de transformator moet worden aangesloten om bij een kortgesloten secundaire winding de nominale stroom te verkrijgen. De kortsluitspanning wordt meestal uitgedrukt in procenten van de nominale spanning.

## Kortsluitstroom
De procentuele kortsluitspanning uk geeft een goede indicatie van hoe hoog de kortsluitstroom wordt als er aan de secundaire zijde van de transformator een directe kortsluiting optreedt.
{\displaystyle I_{k}=I_{n}/u_{k}.}
Hierin is:
In de nominale stroom in ampère
Ik de stationaire kortsluitstroom in ampère

### Voorbeeld
Om de kortsluitstroom vast te stellen, wordt als rekenvoorbeeld een 10 kV/420 V driefasentransformator van 630 kVA (schijnbaar vermogen S) gekozen, met een kortsluitspanning van 4%. 
Uit het vermogen S kan de nominale stroom worden afgeleid, en wel volgens:
{\displaystyle I_{n}={S \over {\sqrt {3}}\cdot U_{n}}={630\cdot 10^{3} \over {\sqrt {3}}\cdot 420}=866\ \mathrm {A} }
Als bij de transformator van 630 kVA de kortsluitspanning 4% is, wil dat zeggen dat de stroom van 866 A aanwezig is bij 4% van de nominale primaire spanning van 10 kV, dus bij 400 volt. Bij de volle spanning van 10.000 volt is de kortsluitstroom dus gelijk aan:
{\displaystyle I_{k}=I_{n}/u_{k}=866/0,04=21650\ \mathrm {A} .}

## Impedantie
De grootte van de kortsluitspanning is een maat voor de impedantie van de transformator. 
{\displaystyle Z={U_{n}^{2} \over S}{u_{k} \over 100}}
Hierin is:
Z de impedantie van de transformator in ohm, opgebouwd uit een Ohmse weerstand en een complexe reactantie ({\displaystyle Z={\sqrt {R^{2}+X^{2}}}})
uk de procentuele kortsluitspanning;
Un de nominale spanning in volt
S het nominale vermogen in VA
Voor transformatoren die parallel werken zal de impedantie van de transformator bepalen hoeveel vermogen elke transformator zal leveren aan de belasting. Transformatoren van hetzelfde vermogen hebben dus vaak dezelfde impedantie. Bij transformatoren van verschillend vermogen moet de zwaarste transformator het meeste stroom leveren en dus de kleinste impedantie bezitten.

### Typische kortsluitspanningen
- 2 .. 6% voor distributietransformatoren
- 10 .. 35% voor vermogenstransformatoren
- 2 .. 4% voor oventransformatoren; vermogenstransformatoren die stroom moet leveren om metaal te smelten in de metallurgie.

Merk op dat een hoge reactantie voor wisselstroom geen energieverlies betekent, enkel een hoge spanningsval bij een bepaalde belasting. Daarom is bij vermogenstransformatoren met hun hoge kortsluitspanning ook belangrijker om de secundaire spanning te regelen met een lastschakelaar.